# Барва (кантон)
Барва (исп. Barva) — кантон в провинции Эредия Коста-Рики.

## География
Находится на юге провинции. Административный центр — Барва.

## Округа
Кантон разделён на 6 округов:
1. Барва
2. Сан-Педро
3. Сан-Пабло
4. Сан-Роке
5. Санта-Лусия
6. Сан-Хосе-де-ла-Монтанья